# Big Sounds of the Drags
Big Sounds of the Drags is het tweede studioalbum van Junkie XL, uitgebracht op 18 oktober 1999 door Roadrunner Records.
Het album bevat de dancestijlen big beat, hiphop en house. Het album verscheen op 23 oktober 1999 in de Nederlandse Album Top 100 en stond daarmee 7 weken in de lijst met hoogste notering plaats 40. Het album ontving drie sterren op de muzieksite Allmusic. In 2000 bracht Manifesto Records het album ook uit met een alternatieve track-list.

## Bezetting
- Baz Mattie - drums
- Max Cavalera, Dino Cazares, Klaas Ten Holt en René van der Zee - gitaar
- Patrick Tilon (Rudeboy) - vocaal en lyrics
- Junkie XL - componist, lyrics, engineer en muziekproducent

## Nummers
| Nr. | Titel                         | Duur  |
| --- | ----------------------------- | ----- |
| 1   | Check Your Basic Groove       | 5:07  |
| 2   | Action Radius                 | 3:53  |
| 3   | Synathesia                    | 7:41  |
| 4   | Power of the Big Slacks       | 3:25  |
| 5   | Zerotonine                    | 4:03  |
| 6   | Love Like Razorblade          | 6:07  |
| 7   | Legio                         | 4:36  |
| 8   | Dance U.S.A.                  | 3:23  |
| 9   | Gettin' Lost                  | 6:18  |
| 10  | Black Jack                    | 307   |
| 11  | Next Plateau                  | 5:00  |
| 12  | Future In Computer Hell Pt. 2 | 21:44 |

## Nummers van het alternatieve album uit 2000
| Nr. | Titel                         | Duur  |
| --- | ----------------------------- | ----- |
| 1   | Check Your Groove             | 5:08  |
| 2   | Synashesia                    | 7:41  |
| 3   | Power of Big Slacks           | 3:25  |
| 4   | Zerotonine                    | 4:02  |
| 5   | Love Like Razorblade          | 6:07  |
| 6   | Legio                         | 4:36  |
| 7   | Disco 2000                    | 4:25  |
| 8   | Future In Computer Hell Pt. 2 | 7:16  |
| 9   | Bon Voyage                    | 7:04  |
| 10  | Power of Big Slacks (Reprise) | 11:06 |
| 11  | Gettin' Lost                  | 7:14  |
| 12  | Black Jack                    | 3:08  |
| 13  | Next Plateau                  | 4:52  |